# Kiverecký rajón
Kiverecký rajón (ukrajinsky Ківерцівський район) byl rajón ve Volyňské oblasti na Ukrajině. Hlavním městem bylo Kiverci a rajón měl přibližně 64 tisíc obyvatel. 

## Sídla v rajónu
- Cumaň
- Kiverci
- Olyka